# Fabien Tchenkoua
Fabien Tchenkoua (Nkongsamba, 1 oktober 1992) is een Kameroens voetballer die als vleugelspeler speelt. Hij tekende in 2016 bij Sint-Truiden.

## Clubcarrière
Tchenkoua speelde in Frankrijk bij CS Sedan, Paris FC, Grenoble en Nîmes Olympique. In januari 2016 trok hij naar Sint-Truiden. Op 29 januari 2016 debuteerde hij in de Jupiler Pro League tegen RSC Anderlecht. De vleugelspeler viel na 54 minuten in voor Yaya Soumahoro. Op 27 februari 2016 volgde zijn eerste basisplaats tegen SV Zulte-Waregem. In zijn eerste seizoen speelde Tchenkoua acht competitieduels.